# Bless4

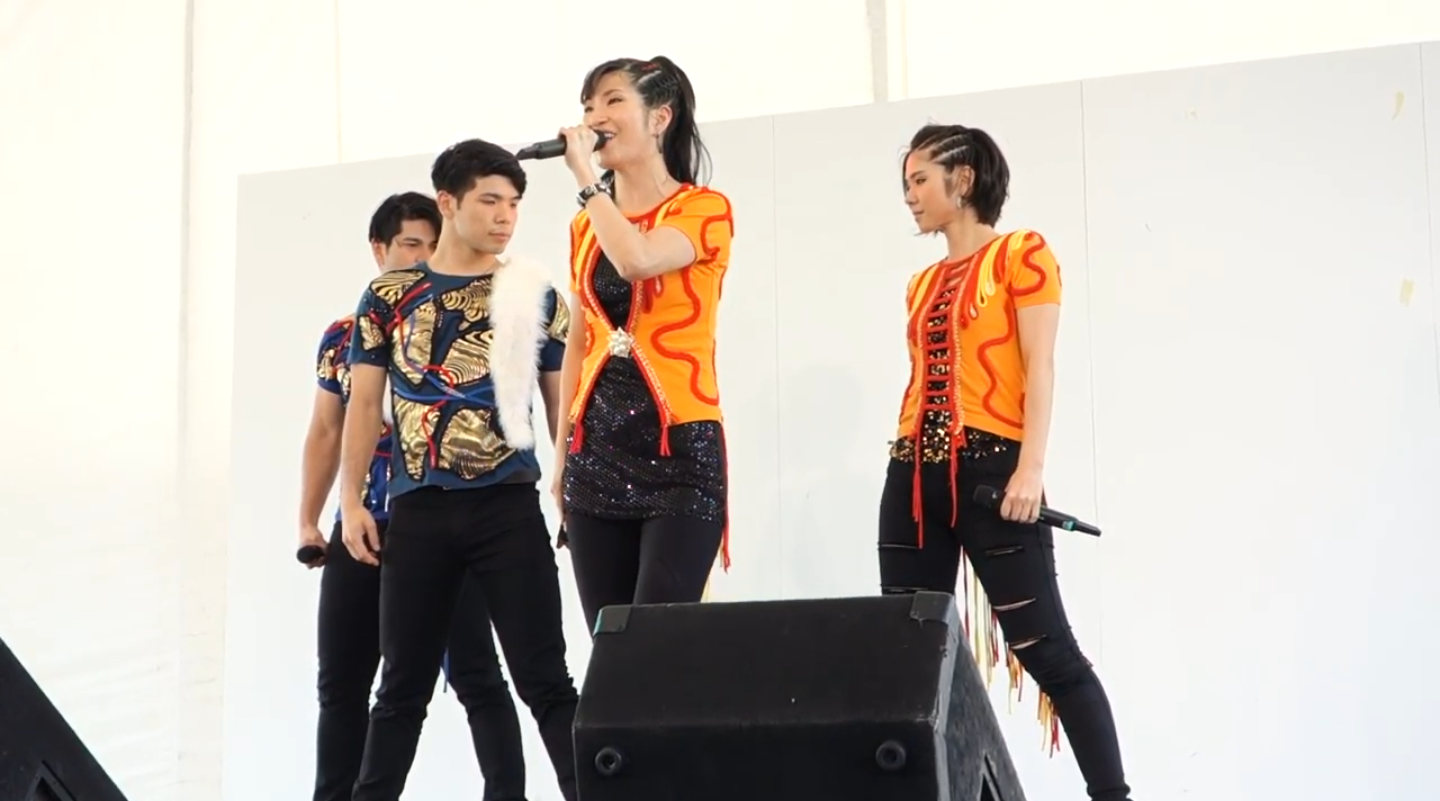
Photographie du groupe Bless4

Bless4 (stylisé bless4) est un ensemble vocal japonais  créé aux États-Unis, composé de quatre frères et sœurs de la famille Kawamitsu. Akino, la sœur cadette, s'est lancée dans une carrière solo et Aiki, le frère cadet, a aussi sorti un single en solo.

## Histoire
A part Akashi, tous sont nés aux États-Unis, dans la mesure où leur père Haru a amené sa famille en Utah pour poursuivre des études à l'université Brigham Young peu après la naissance d'Akashi. Ils déménagèrent ensuite en Arizona, où Akashi et Kanasa devinrent champions de l'état d'Arizona en Taekwondo (l'âge de 14 et 12 ans respectivement), alors que toute la famille faisait partie d'un groupe de démonstration de Taekwondo, appelé les "Dragons Volants" ("Flying Dragons") au côté d'autres  pratiquants du sport.
Haru ramena sa famille à Okinawa en 1997 après avoir  ressenti un désir spirituel de renouer avec son héritage en tant que Ryukyu.
Ils firent leurs débuts sur scène en mai 2003, grâce à la compagnie de disques BMG Japan, avec leur chanson "Good Morning! Mr Sunshine".
Tous les quatre vivent maintenant à Kawasaki, Préfecture de Kanagawa, et restent partisans de l'Église de Jésus-Christ des saints des derniers jours.
En 2006, ils créèrent "Kawamistu Arttainement", leur propre compagnie indépendante, avec Akashi comme président.
En 2009, le groupe contribua à la série animée des Walt Disney Animation Studios Stitch ! avec les chansons "Stitch Is Coming" (スティッチ・イズ・カミング? Sutitchi Izu Kamingu) et "Hitori Ja Nai" (ひとりじゃない?, "You Are Not Alone"), la première servant de générique de fin au cours de la première saison.
En février 2010, le plus jeune, Aiki, fit ses débuts en tant qu'auteur de roman non fictionnel avec son livre  intitulé "Heart Prints ~inochi no hana~", basé sur sa propre expérience  de la perte d'un ami des conséquences de la drogue.
En mars 2011, leur compagnie devint une SARL et ouvrit leur propre maison de disques: Kawamitsu Records.
En mai 2010, le groupe fit sa première tournée en Corée du Sud, en performant dans trois villes différentes dont Séoul.
En september, le groupe sortit le single Dandelion en Europe, sous le label allemand Marabu Records. La chanson devint numéro 1 des chartes de Radio Berlin International.
Leur second album, "Yumetsumugi" (Dream Weaving), sortit en janvier 2011, soit 6 ans après leur premier album, sous leur propre label.

## Membres
- Akashi Kawamitsu (川満 証, Kawamitsu Akashi?, AKASHI) - né le 29 janvier 1982 en Préfecture de Okinawa[6]
- Kanasa Kawamitsu (川満 愛, Kawamitsu Kanasa?, KANASA) - né le 2 mai 1984 en Utah[7]
- Akino Kawamitsu (川満 愛希信, Kawamitsu Akino?, AKINO) - né le 31 décembre 1989 en Utah[8]
- Aiki Kawamitsu (川満 哀行, Kawamitsu Aiki?, AIKI) - né le 29 octobre 1991 en Utah[9]

## Discographie

### Singles
1. "Good Morning! Mr.Sunshine" - 7 mai 2003
2. "Hashire! Kiseki" (走れ！奇跡?, "Courir! Miracle") - 6 août 2003
3. "Gajumaru no Shita de" (ガジュマルの下で?, "Sous le Banyan Okinawa") - 25 février 2004 (Préfecture de Okinawa), 13 octobre 2004 (Japon)
4. "123" (ワン・トゥー・スリー, Wan Tū Surī?) - 19 janvier 2005
5. "Kizuna no Hana" (絆の花?, "Obligations Floral") - 21 juillet 2007
6. "Stitch is Coming"/"Hitorijanai" (ひとりじゃない?, "Vous n'êtes pas seul") - 17 octobre 2009 (Sortie en digital)

#### Aiki
- "Heart Prints (Fleurs de la Vie)" (Heart Prints～命の花～, Heart Prints ~Inochi no Hana~?) - 26 juin 2008 (Préfecture de Okinawa)

### Albums
- His Love/Aruji no Ai (His Love／主の愛?, His Love/L'amour de capitaine) - Comme "Kawamitsu Family"
- ALL 4 ONE - 2 février 2005
- Yumetsumugi  - 12 janvier 2011